# Schneeweiße Hainsimse
Die Schneeweiße Hainsimse (Luzula nivea) oder Schnee-Hainsimse ist eine Pflanzenart aus der Gattung Hainsimsen (Luzula) innerhalb der Familie der Binsengewächse (Juncaceae). Diese regional vielfach als Schneemarbel bezeichnete Hainsimse ist durch ihre schneeweißen Blütenhüllblätter gekennzeichnet.

## Beschreibung

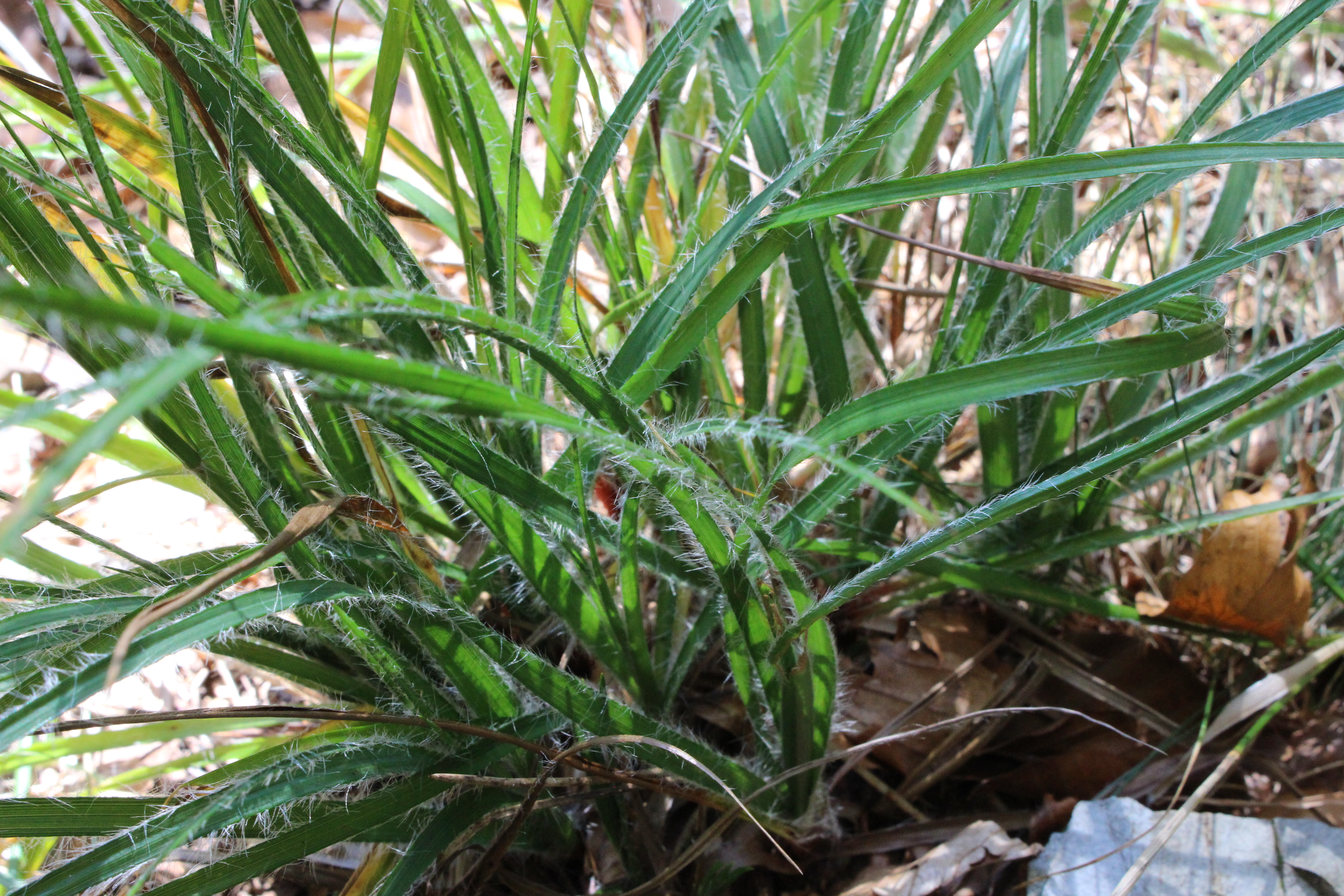
Laubblätter

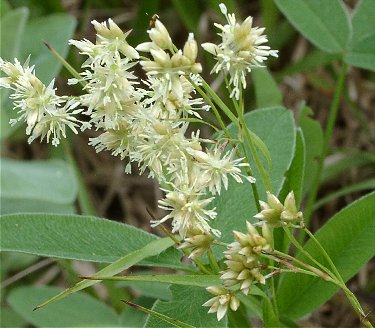
Blütenstand

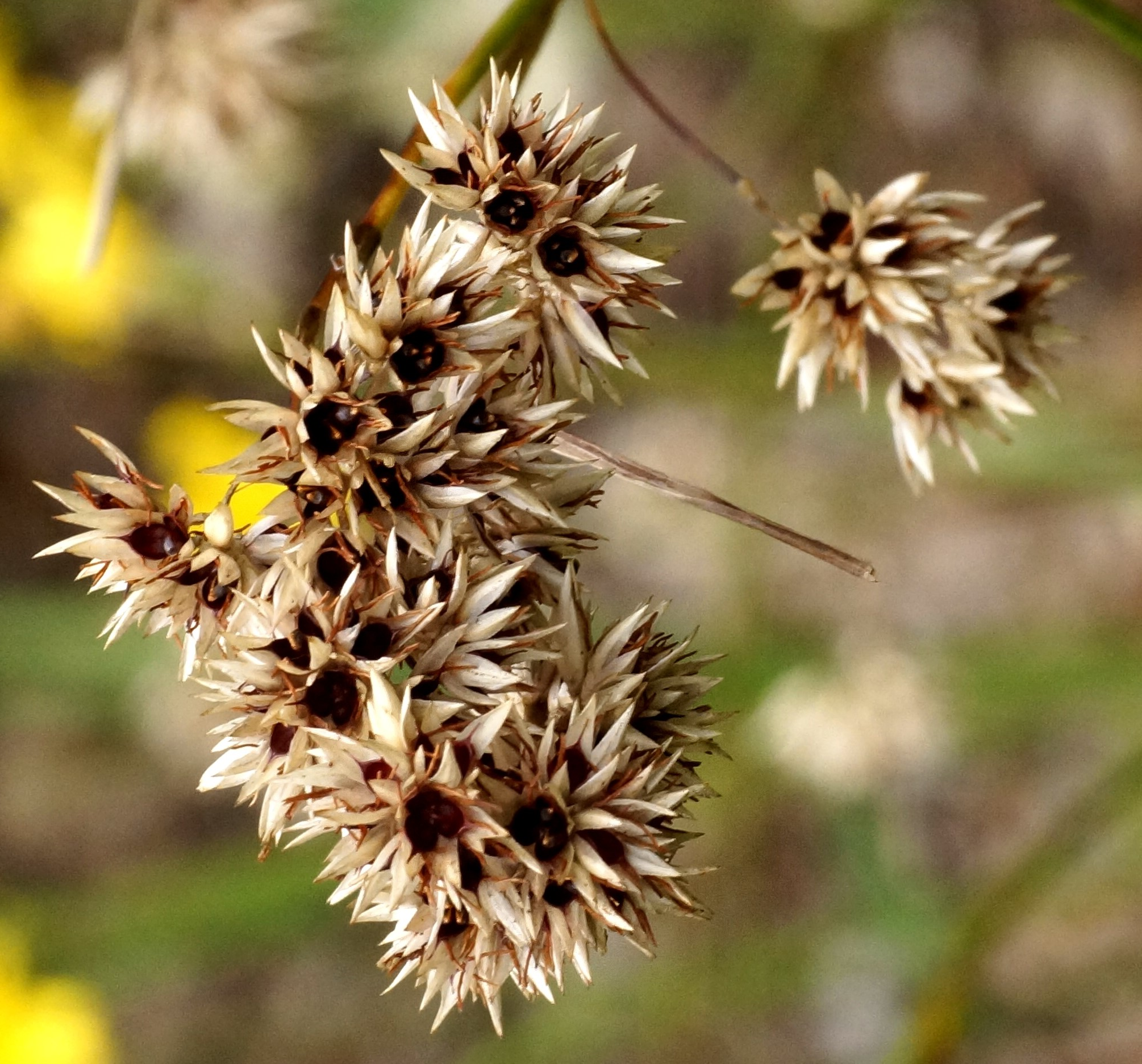
Fruchtstand

### Vegetative Merkmale
Die Schneeweiße Hainsimse ist eine ausdauernder krautige Pflanze, die Wuchshöhen von 40 bis 60, selten bis zu 80 Zentimetern erreicht. Ihr kriechendes Rhizom bildet bis über 10 Zentimeter lange Ausläufer und lockere Rasen. Die aufrechten oder aufsteigenden Stängel sind stielrund, glatt und bis oben beblättert. Die untersten Blätter sind auf braune bis braunrote Blattscheiden reduziert. Die folgenden Laubblätter haben eine enge, an der Mündung langgewimperte Scheide und flache, 15 bis 20, selten bis zu 30 Zentimeter lange und bis zu 4 Millimeter breite Blattspreiten. Die oberen Stängelblätter werden allmählich schmaler und sind oft eingerollt. Alle Blätter sind am Rand dicht gewimpert.

### Generative Merkmale
Die Blütezeit reicht von Juni bis August. Der endständige, aufrechte Blütenstand ist eine zusammengesetzte, dichte Doldenrispe oder seltener eine Spirre mit dicht gedrängten, aufrechten Ästchen. Der Blütenstand wird immer von mindestens einem Tragblatt überragt. Sechs bis zwanzig relativ große Blüten sind in Gruppen angeordnet. Die Blütenhüllblätter sind schneeweiß und 5 bis 5,5 Millimeter lang. Die äußeren Blütenhüllblätter sind kurz, lanzettlich; die inneren sind fast um die Hälfte länger und schmaler lanzettlich. Alle Blütenhüllblätter sind spitz und fast ganz weißhäutig und nur in der Mitte etwas derber. Die Staubblätter sind etwas kürzer als die inneren Blütenhüllblätter. Die Staubbeutel sind etwa so lang wie die Staubfäden. Der Griffel ist etwa doppelt so lang wie der Fruchtknoten und endet in aufrechten, etwa halb so langen weißen Narben.
Die glänzende braune Kapselfrucht ist einfächrig, ist mit einer Länge von 2 bis 2,5 Millimeter lang etwa halb so lang wie die Blütenhüllblätter und dreiseitig-kugelig mit einer kurzen Spitze. Die kastanien-braunen Samen sind etwa 1,5 Millimeter lang und tragen kleine weißliche Anhängsel (Elaiosom).
Die Chromosomenzahl beträgt 2n = 12.

## Ökologie
Bei der Schneeweißen Hainsimse handelt es sich um einen Hemikryptophyten. Die Samen tragen fetthaltige Anhängsel (Elaiosomen), die dem Zweck der Ausbreitung durch Ameisen dienen (Myrmekochorie).

## Vorkommen
Die Schneeweiße Hainsimse gedeiht in europäischen Gebirgen, vor allem in den Alpen und den Pyrenäen. Es gibt Vorkommen in Spanien, Frankreich, der Schweiz, Deutschland, Österreich, Italien und Slowenien. In Deutschland kommt sie ursprünglich nur in Bayern in den Alpen vor, kommt aber verschleppt in Sachsen vor und ist in den Niederlanden in Einbürgerung.
Die Schneeweiße Hainsimse gedeiht in artenarmen Buchen- und Eichen-Buchen-Wäldern, zuweilen auch in Nadelmischwaldgesellschaften. Sie kommt in Pflanzengesellschaften der Eichen-Birkenwälder (Quercion robori-petraeae), Eichen-Hainbuchen-Wälder (Carpinion betuli) und in Tannen-Fichtenwälder (Vaccinio-Abietenion) vor. Diese Halbschatten- bis Schattenpflanze gedeiht meist auf mäßig frischen, basenreichen, kalkarmen, neutralen bis mäßig sauren, modrig humose Lehmböden. Sie steigt am Gardasee am Monte Baldo bis 2200 Meter auf. Sie steigt selten unter Höhenlagen von 800 Meter herab, steigt aber am Gardasee bis 200 Meter ab.
Die ökologischen Zeigerwerte nach Landolt et al. 2010 sind in der Schweiz: Feuchtezahl F = 2+ (frisch), Lichtzahl L = 2 (schattig), Reaktionszahl R = 2 (sauer), Temperaturzahl T = 2+ (unter-subalpin und ober-montan), Nährstoffzahl N = 2 (nährstoffarm), Kontinentalitätszahl K = 4 (subkontinental).

## Taxonomie
Die Erstveröffentlichung erfolgte 1759 unter dem Namen (Basionym) Juncus niveus durch Carl von Linné in Systema Naturae ..., 10. Auflage, Band 2, Seite 987. Die Neukombination zu Luzula nivea (L.) DC. wurde 1805 durch Augustin-Pyrame de Candolle in Lamarck und De Candolle: Flore Française, ou descriptions succinctes de toutes les plantes qui croissent naturellement en France …, Band 3, Seite 158 veröffentlicht. Weitere Synonyme für Luzula nivea (L.) DC. sind: Juncoides nivea (L.) Kuntze, Luzula nivea var. angustata (Asch. & Graebn.) Rouy, Luzula nivea var. livida Desv., Luzula nivea var. minuta Beyer, Luzula nivea var. rubescens Favrat nom. superfl.

## Nutzung
Die Schneeweiße Hainsimse wird als Zierpflanze vorwiegend in Schattengärten kultiviert. Die dekorativen Blütenstände sind für Trockensträuße geeignet.